# Período legislativo de 1998 a 2002 de Costa Rica
| 27 PUSC 23 PLN 3 PFD | 1 PML 1 PRC 1 PIN 1 PALA |

PUSC
PLN
PFD
PML
PRC
PIN
PALA

El Período Legislativo de Costa Rica de 1998 a 2002 fue el período constitucional de funcionamiento de la Asamblea Legislativa que abarcó del 1 de mayo de 1998 al 30 de abril de 2002.
Tras realizarse las elecciones legislativas de 1998, simultáneas a los comicios presidenciales, resultó vencedor el Dr. Miguel Ángel Rodríguez Echeverría del Partido Unidad Social Cristiana, partido que obtuvo también la bancada más grande del Congreso, con 27 diputados, aunque sin mayoría simple (29), seguido por el Partido Liberación Nacional que, afectado por la impopularidad del gobierno de José María Figueres Olsen, perdió tanto la presidencia con su candidato José Miguel Corrales, como redujo considerablemente su bancada legislativa pasando de 28 a  23 diputados. 
La tercera bancada en tamaño, y la única otra no unipersonal, fue la del partido izquierdista Fuerza Democrática que lograba tres diputados; José Merino del Río, Célimo Guido Cruz y José Manuel Núñez González, si bien los dos primeros renunciarían a FD antes del término de sus períodos por desacuerdos en la selección del candidato del partido para las elecciones de 2002. Además otros cuatro partidos lograban uno cada uno; Otto Guevara por el partido liberal Movimiento Libertario, Justo Orozco por el cristiano Renovación Costarricense, Walter Muñoz por el Partido Integración Nacional y Guido Octavio Vargas por el Partido Acción Laborista Agrícola. 
Este período fue particularmente conocido porque durante el mismo se dio la votación del polémico proyecto "Ley para el Mejoramiento de los Servicios Públicos y Telecomunicaciones y la participación del Estado" conocido popularmente como "Combo ICE" que abría el mercado eléctrico y en telecomunicaciones hasta entonces monopolio del Estado por medio del Instituto Costarricense de Electricidad. Esto caso airadas protestas masivas que paralizaron el país por semanas. El proyecto fue votado en primer debate por la mayor parte de los diputados de las dos grandes bancadas, recibiendo el voto en contra de los partidos minoritarios y de algunos diputados liberacionistas. Si bien ya las protestas habían logrado reducir el apoyo al Combo en la Asamblea de cara al segundo debate, la Sala Constitucional lo declaró inconstitucional. 

## Fracciones
| Partido político                                                                    | Partido político                  | Diputados | Diputados |
| ----------------------------------------------------------------------------------- | --------------------------------- | --------- | --- |
|                                                                                     | Partido Unidad Social Cristiana   |           | 1. Abel Pacheco de la Espriella 2. Luis Fishman Zonzinski 3. Rina María Contreras López 4. Carlos Eduardo Vargas Pagán 5. Álvaro Trejos Fonseca 6. Eliseo Alberto Vargas García 7. Vanessa de Paul Castro Mora 8. Jorge Eduardo Sánchez Sibaja 9. Jorge Eduardo Soto Chavarría 10. Rigoberto Abarca Rojas 11. Carlos Enrique Salas Salazar 12. Everardo Rodríguez Bastos 13. Rafael Ángel Villalta Loaiza 14. Ovidio Antonio Pacheco Salazar 15. Belisario Antonio Solano Solano 16. Sergio Salazar Rivera 17. Manuel Antonio Bolaños Salas 18. Horacio Alvarado Bogantes 19. Marisol Clachar Rivas 20. Emanuel Ajoy Chan 21. Irene Urpí Pacheco 22. Gerardo Antonio Medina Madriz 23. Orlando Gerardo Báez Molina 24. Ligia Mireya Castro Ulate 25. Danilo Ramírez Muñoz 26. Wálter Céspedes Salazar 27. Elberth Gómez Céspedes |
|                                                                                     | Partido Liberación Nacional       |           | 1. Sonia Picado Sotela 2. Jorcelyn Sawyer Sawyer 3. Jorge Luis Villanueva Badilla 4. Alex Alfonso Sibaja Granados 5. Guido Alberto Monge Fernández 6. Guillermo Constenla Umaña 7. Daniel Gallardo Monge 8. Alicia Fournier Vargas 9. Rafael Humberto Arias Fallas 10. Carlos Alberto Villalobos Arias 11. Juven Cambronero Castro 12. Frantz Alberto Acosta Polonio 13. Ricardo Sancho Chavarría 14. Rodolfo Salas Salas 15. Álvaro Torres Guerrero 16. Róger Vílchez Cascante 17. María lsabel Chamorro Santamaría 18. Manuel Alfonso Larios Ugalde 19. Óscar Gerardo Campos Chavarría 20. Danilo Ramírez Muñoz 21. Sonia Villalobos Barahona 22. Tobías Murillo Rodríguez 23. Walter Antonio Robinson Davis 24. Virginia Consuelo Aguiluz Barboza                                                                             |
|                                                                                     | Fuerza Democrática                |           | 1. José Manuel Núñez González 2. José Merino del Río 3. Célimo Guido Cruz |
| [[Archivo:Bandera Partido Movimiento Libertario Costa Rica 1998.svg\|border\|50px]] | Partido Movimiento Libertario     |           | 1. Otto Guevara Guth |
|                                                                                     | Partido Integración Nacional      |           | 1. Walter Muñoz Céspedes |
|                                                                                     | Renovación Costarricense          |           | 1. Gerardo Justo Orozco Álvarez |
|                                                                                     | Partido Acción Laborista Agrícola |           | 1. Guido Octavio Vargas Artavia |

## Presidente de la Asamblea Legislativa
| Presidente             | Legislatura | Partido político |
| ---------------------- | ----------- | ---------------- |
| Ovidio Pacheco Salazar | 2001-2002   | PUSC             |
| Rina Contreras López   | 2000-2001   | PUSC             |
| Carlos Vargas Pagán    | 1999-2000   | PUSC             |
| Luis Fishman Zonzinski | 1998-1999   | PUSC             |